# إجازة أمومة
إجازة أمومة أو عطلة أمومة أحد الحقوق الأساسية للمرأة، ومن الأركان المهمة في التوصيات الأممية لرعاية الطفولة، ويتفاوت الاهتمام بها من دولة لأخرى، حيث إن غالبية الدول الأوروبية تقدم فترات إجازة وضع مدفوعة الأجر طويلة نسبيا، بالمقارنة مع غيرها من الدول، وتأتي الدول العربية في قائمة الدول الأقل منحنا لهذه الإجازة، بينما الولايات المتحدة الأمريكية لا تعتمدها نهائيا، وتنصح منظمة العمل الدولية بمنح 12 أسبوعا على الأقل للعاملة النفساء للراحة.

## إجازة الأمومة حسب قوانين حماية الموظفين الصادرة عن الأونروا
تنص المادة 3,106 المتعلقة بإجازة الأمومة على مايلي:
1- إن الموظفة التي تكون قد أتمت سنة واحدة من الخدمة المتواصلة في التاريخ المتوقع للولادة يحق لهـا الحصول على إجازة أمومة بموجب الأحكام التالية:
(أ) تبدأ الإجازة في تاريخ يسبق التاريخ المتوقع للولادة بعشرين يوم عمل بالنسبة لمراكز العمل التي يتألف أسبوع عملها من خمسة أيام، و24 يوم عمل بالنسبة لمراكز العمل التي يتألف أسبوع عملها مـن ستة أيام، عند إبراز شهادة طبية من طبيب الوكالة المفوض تبين التاريخ المتوقع للولادة. إلا أنه يجوز السماح بالتغيب عن العمل في تاريخ يسبق التاريخ المتوقع للوضع بأقل من عـشرين يوم عمل، ولكن ليس بأقل من عشرة أيام عمل بالنسبة لمراكز العمل التي يتألف أسبوع عملها مـن خمسة أيام، 24 يوم عمل ولكن ليس بأقل من 12 يوم عمل بالنسبة لمراكز العمل التي يتألف أسبوع عملها من ستة أيام، وذلك بناء على طلب خطي من الموظفة وشهادة طبية من طبيب الوكالة المفوض تبين لياقتها صحيا للاستمرار في العمل.
(ب) تمتد الإجازة لما مجموعه (60) يوم عمل بالنسبة لمراكز العمل التي يتألف أسبوع عملها من خمسة أيام، (72) يوم عمل بالنسبة لمراكز العمل التي يتألف أسبوع عملها من ستة أيام، اعتبارا من تاريخ منحها. وبناء عليه فإن إجازة ما بعد الولادة تمتد لفترة تساوي (60) يوم عمل أو (72) يـوم عمل على التوالي، محسوما منها الفترة الممتدة من بداية إجازة الولادة حتى تاريخ الولادة الفعلي والتي يجب ألا تقل عن (10) أيام عمل أو (12) يوم عمل على التوالي.
(ج ) تحصل الموظفة على إجازة أمومة براتب كامل عن كامل مدة غيابها بموجب الفقرتين (أ) (ب) أعلاه. وفي حال امتدت إجازة ما قبل الولادة لأكثر من (20) يوم عمل أو (24) يـوم عمل على التوالي، بسبب خطأ الطبيب في تقدير تاريخ الولادة فإن ذلك يمنع الموظفة مـن الحصول على راتب كامل حتى التاريخ الفعلي للولادة، شريطة ألا يتجاوز مجموع إجازة الأمومة براتب كامل (60) يوم عمل أو (72) يوم عمل، وأن يعامل أي غياب يزيد على (60) يوم عمل أو (72) يوم عمل كإجازة سنوية أو إجازة خاصة أو إجازة مرضية وفقا لما تقتضيه الظروف.
(د) في حال استقالة الموظفة أو طردها من خدمة الوكالة أو تركها الوظيفة خلال ستة أشهر مـن تاريخ عودتها إلى العمل بعد إجازة الأمومة يترتب عليها أن تعيد إلى الوكالة المبالغ التي دفعت لها على شكل راتب وعلاوات خلال إجازة الولادة التي حصلت عليها.
2 - يحق للموظفة التي تكون قد أتمت فترة أقل من سنة واحدة من الخدمة المتواصلة في التاريخ المتوقع للولادة الحصول على إجازة أمومة بموجب هذه المادة. إلا أنه يمكنها أن تتغيب عن عملها مدة تصل إلى (20) يوم عمل بالنسبة لمراكز العمل التي يتألف أسبوع عملها من خمسة أيام، 24 يوم عمل بالنسبة لمراكز العمل التي يتألف أسبوع عملها من ستة أيام، تسبق التاريخ المتوقع للولادة مباشرة ولا يسمح لها بالعمل خلال الأيام العشرة أو الإثنتي عشر يوما التي تسبق التاريخ المتوقع للولادة مباشرة. كما أنه يسمح لها بالعودة للعمل قبل مضي ثلاثين (30) يـوم عمل لمراكز العمل التي يتألف أسبوع عملها من 5 أيام و(36) يوم عمل لمراكز العمل التي يتألف أسبوع عملها من 6 أيام وذلك بعد الولادة مباشرة. وإن أي غياب اختياري قبل الولادة والغياب اللازم قبـل وبعد الولادة المنصوص عليهما في هذه الفقرة سيحسمان أولا من الإجازة السنوية المستحقة وسيعاملان عند نفاذها كإجازة خاصة بدون راتب.
3- يجوز منح الموظفة المعينة بعقد محدود الأجل إجازة أمومة بموجب الأحكام ذاتها شريطة أن يكون متوقعا استمرار التعيين لفترة لا تقل عن ستة أشهر من تاريخ العودة إلى العمل بعد إجازة الأمومة.
4- لا تمنح إجازة مرضية عادة لحالات الولادة إلا عندما تنشأ مضاعفات خطيرة.
5- لا يسمح بالعودة إلى العمل بعد إجازة الأمومة إلا عند إبراز شهادة طبية من طبيب الوكالة ثبت اللياقة الصحية للعمل.

## أفضل 10 دول تمنح إجازات أمومة
فيما يلي أفضل 10 دول تمنح إجازات أمومة بحسب المنتدى الاقتصادي العالمي وذلك بهدف تقوية العلاقات بين الأم والأب وطفلهما:

### السويد
يحصل حديثو الأبوة في الإجمال على 480 يوما كإجازة، 80% منها مدفوعة الأجر بالكامل، حيث إن أول 18 أسبوعا تكون فقط للأم، وما بعد ذلك يتقاسمه الأبوان، وتمنح السويد للأب إجازة مدتها 90 يوما مدفوعة الأجر. وتحتل المرتبة الأولى عالميا في مدة إجازة الأمومة المدفوعة الأجر.

### فنلندا
تبدأ إجازة الأم قبل 7 أسابيع من تاريخ استحقاقها. وتمنح إجازة مدتها 16 أسبوعا مدفوعة الأجر.كما تقدم الحكومة للأب إجازة مدتها 8 أسابيع. وبعد بلوغ الطفل عامه الثالث يسمح للوالدين بإجازة رعاية جزئية حتى بداية الطفل عامه الثاني من الدراسة.

### الدنمارك
تمنح الأم بالإجمال 18 أسبوعا لإجازة الأمومة مدفوعة الأجر، منها 4 أسابيع قبل الولادة و14 أسبوعا بعد الولادة. وخلال هذه المدة يحق للأب إجازة لمدة أسبوعين متواصلين. وبعدها يسمح للوالدين بإجازة منفصلة لمدة 32 أسبوعا إضافيا.

### بلجيكا
تحصل الأم على إجازة مدتها 15 أسبوعا، أول 30 يوما بعد الولادة تكون مدفوعة الأجر بنسبة 80% من الراتب، و75% من الراتب لبقية الأيام.

### آيسلاندا
تمتد الإجازة لمدة 9 أشهر بعد الولادة، ويستطيع الأبوان تقاسمها، فتحصل الأم على 3 أشهر والأب على 3 أشهر، ثم يقرر الزوجان كيفية تقسيم بقية الأشهر فيما بينهما. ويتقاضى الأبوان 80% من رواتبهما خلال الإجازة.

### صربيا
تحصل الأم على إجازة أمومة مدفوعة الأجر بالكامل بعد الولادة مدتها 20 أسبوعا. وبعد انقضائها يحصل الوالدان على إجازة إضافية لمدة سنة، ولكن الدفع يقل بمرور الوقت، حيث يحصلان في أول 26 أسبوعا على 100% من الراتب، ثم 60% خلال الأسابيع من 27 إلى 39.

### المجر
تمنح الأم 24 أسبوعا من الإجازة مدفوعة الأجر بـ70% من الراتب، وتبدأ قبل 4 أسابيع من الولادة. فيما يحصل الأب على إجازة مدتها أسبوع مدفوعة الأجر. بعد انقضاء الـمدة، يحصل الوالدان على 156 أسبوعا إضافيا مقسمة بينهما.

### النرويج
يمنح النظام النرويجي للأم حرية الاختيار فيما يتعلق بالإجازة، فإما إجازة مدتها 35 أسبوعا مدفوعة الأجر، أو 45 أسبوعا مدفوعة الأجر بنسبة 80% من الراتب. فيما يستطيع الأب الحصول على إجازة مدتها 0 - 10 أسابيع بحسب دخل زوجته.

### أستونيا
تحصل الأم على 140 أسبوعا مدفوعة، وتبدأ الإجازة قبل الولادة بنحو 70 يوما، ويحصل الأب على إجازة مدتها أسبوع، كما لهما الخيار في الحصول على إجازة لمدة شهرين قبل الولادة. وبعد انقضاء إجازة الأمومة يحصل الوالدان على 435 يوما كإجازة مقسمة بينهما.

### ليتوانيا
تُعطى الأم إجازة مدتها 18 أسبوعا والأب 4 أسابيع مدفوعة الأجر بالكامل. ويحصلان معا على 156 أسبوعا إضافية. ويترك الخيار للوالدين في طريقة تقسيم الإجازة فإما مدفوعة الأجر بنسبة 100% لأول 52 أسبوعا، أو مدفوعة الأجر بنسبة 70% لأول 104 أسابيع.

## نسبة تعويض إجازة الأمومة المدفوعة

### في بعض الدول الغربية
تحتل السويد المرتبة الأولى عالميا في مدة أجازة الأمومة ب75 أسبوع كتعويض للعاملة التي وضعت الحمل واليك مدة الإجازة في بعض الدول:
- السويد 75 أسبوع / نسبة التعويض 80 %.
- بلغاريا 58 أسبوع / نسبة التعويض 90 %
- بريطانيا 39 أسبوع / نسبة التعويض 90 %
- ايرلندا 26 أسبوع / 230 أورو للأسبوع.
- اليابان 26 أسبوع / نسبة التعويض 90 %
- فنلندا 21 أسبوع / نسبة التعويض من 90 إلى 75 %
- سويسرا 16 أسبوع / نسبة التعويض 80 %.
- فرنسا 16 أسبوع / نسبة التعويض 100  %.
- ألمانيا 14 أسبوع / نسبة التعويض 100  %.

### في بعض الدول العربية
- سوريا 120 يوما عن الولادة الأولى، 90 يوما عن الولادة الثانية، 75 يوما عن الولادة الثالثة / نسبة التعويض 100%.[7]
- الجزائر 98 يوما أي 14 أسبوع / نسبة التعويض 100 %.
- مصر 90 يوما / نسبة التعويض 100%.[8]
- السعودية 60 يوما / نسبة التعويض 100%.[9]
- الأردن 10 أسابيع / نسبة التعويض 100%.[10]
- العراق 72 يوما / نسبة التعويض 100 %.[11]
- الإمارات العربية المتحدة 60 يوما / نسبة التعويض 100%.[12]
- اليمن 70 يوما / نسبة التعويض 100%.[13]